# Gnistgab
Et gnistgab består af to elektroder separeret af et gab, sædvanligvis fyldt med en gas og designet til at lade en gnist løbe mellem elektroderne. Gnistgab anvendes til at aflede kortvarige overspændinger med kraftige strømme på f.eks. 20kA eller mere eller mindre. Gnistgab kan designes som lukkede gasudladningsrør – eller som to elektroder i den atmosfæriske luft.
Når spændingsforskellen mellem elektroderne overstiger gabets designspænding vil en gnist dannes i gassen hvorved den ioniserede gas resistans drastisk mindskes.

## Anvendelser
Gnistgab er vigtige for mange elektroniske enheders funktion.

### Tændingsenheder
Et tændrør anvendes til at starte en forbrænding gentagne gange i en forbrændingsmotor.

### Radiosendere
En gnist udsender energi via dele af det elektromagnetiske spektrum. I dag anses det for at være ulovlig interferens og undertrykkes, men i de tidlige dage af radiokommunikation (1880-1920), var det måden radiosignaler blev dannet på, i en umoduleret gnistsender.

### Gnistgab som overspændingsbeskyttelse
Gnistgab bliver hyppigt anvendt til at forhindre kortvarige overspænding så elektrisk og elektronisk udstyr ikke skades. Gnistgab anvendes ved højspændingskontakter, højeffekt transformatorer, i kraftværker og elektriske fordelingsstationer.